# پرواززدگی
پرواززدگی یا جت لگ (به انگلیسی: Jet lag) یک وضعیت فیزیولوژیک است که از تغییرات ریتم شبانه‌روزی بدن اتفاق می‌افتد و ناشی از مسافرت‌های طولانی (از شرق به غرب یا برعکس) است که در آن تنظیم خواب فرد به علت اختلاف ساعت مبدأ با مقصد پرواز به هم می‌ریزد. اصطلاح «جت لگ» به این دلیل به کار می‌رود که قبل از ورود هواپیماهای جت مسافربری، مسافرت بسیار دور و سریع به منظور از بین رفتن زمان غیر معمول بود. سفر با هواپیمای ملخ دار، کشتی یا قطار کندتر و با فاصله محدودتر از پروازهای جت بود و بنابراین به‌طور گسترده‌ای باعث پرواززدگی نمی‌شد.

## علت
مهم‌ترین دلیل پرواززدگی برهم خوردن ساعت بیولوژیک بدن است. طی مسافرت به‌ویژه سفرهای طولانی ترشح هورمون ملاتونین که مسئولیت ساعت بیولوژیک و زیستی انسان را برعهده دارد، کاهش یافته و موجب اختلال ساعت خواب و بیداری فرد می‌شود. فشار هوای داخل هواپیما، نوع تغذیه، استرس پیش از سفر، نداشتن تحرک و جابه‌جایی از دیگر عوامل بروز پرواززدگی به‌شمار می‌روند.

## عوارض
در پرواززدگی عوارضی مانند کاهش تمرکز، مشکلات عصبی و همچنین مشکلاتی در معده فرد بروز می‌کند. پیامدهای پرواززدگی ناشی از مسافرت هوایی به سمت شرق، شدیدتر از مسافرت به سمت غرب است. در هنگام سفر به شرق، از طول روز ما کاسته می‌شود و به‌طور کلی ساعت زیستی بدن ما، خود را با روز بلند شده تا روز کوتاه شده بهتر انطباق می‌دهد.

## شدت پیامدها
پیامدهای پرواززدگی ناشی از مسافرت هوایی به سمت شرق، شدیدتر از مسافرت به سمت غرب است. در هنگام سفر به شرق، از طول روز ما کاسته می‌شود و به‌طور کلی ساعت زیستی بدن ما، خود را با روز بلند شده بهتر انطباق می‌دهد تا روز کوتاه شده. به عنوان مثال، کسی که از نیویورک به لندن پرواز می‌کند، یعنی از غرب به شرق، احساس می‌کند که زمان پنج ساعت زودتر از زمان محلی است، و کسی که از لندن به نیویورک، یعنی از شرق به غرب سفر می‌کند، احساس می‌کند که زمان پنج ساعت دیرتر از وقت محلی بودند. جت لگ قبلاً به عنوان یکی از اختلالات خواب ریتم شبانه‌روزی طبقه‌بندی شده بود.
پرواززدگی ممکن است چند روز طول بکشد تا مسافر به‌طور کامل به منطقه زمانی جدید تطبیق یابد.

## علائم
علائم جت لگ بسته به میزان تغییر منطقه زمانی، زمان روز و تفاوت‌های فردی، کاملاً متنوع است. اختلال خواب، با خواب ناچیز هنگام ورود یا اختلال در خواب مانند مشکل خوابیدن (هنگام پرواز به سمت شرق)، بیدار شدن زود هنگام (هنگام پرواز به سمت غرب) و مشکل خواب ماندن. اثرات شناختی شامل عملکرد ضعیف در کارهای ذهنی و تمرکز است. سرگیجه، حالت تهوع، بی خوابی، گیجی، اضطراب، افزایش خستگی، سردرد و تحریک پذیری است؛ و مشکلات مربوط به هضم غذا، از جمله سوءهاضمه، تغییر در دفعات مدفوع و قوام مدفوع و کاهش علاقه و لذت بردن از غذا. این علائم به دلیل یک ریتم شبانه‌روزی است که با چرخه شبانه روز مقصد هماهنگ نیست، و همچنین احتمال همزمان سازی داخلی وجود دارد. پرواززدگی با مقیاس‌های ساده آنالوگ اندازه‌گیری شده است، اما یک مطالعه نشان داده است که اینها برای ارزیابی تمام مشکلات مرتبط با پرواززدگی نسبتاً صریح است. پرسشنامه پرواززدگی لیورپول برای اندازه‌گیری تمام علائم پرواززدگی در چند نوبت از روز تهیه شده است و از این ابزار اندازه‌گیری اختصاصی برای ارزیابی پرواززدگی در ورزشکاران استفاده شده است.

### خستگی سفر
خستگی در سفر خستگی عمومی، گمراهی و سردرد ناشی از ایجاد اختلال در امور روزمره، زمان سپری شده در فضای تنگ با فرصت اندک برای جابجایی، محیطی با اکسیژن کم و کم‌آبی ناشی از هوای خشک و محدودیت غذا و نوشیدنی است. این لزوماً شامل تغییر در ریتم شبانه‌روزی که باعث جت لگ می‌شود نمی‌شود. خستگی سفر می‌تواند بدون عبور از مناطق زمانی اتفاق بیفتد و اغلب پس از یک روز همراه با یک شب خواب با کیفیت خوب از بین می‌رود.